# Mecopisthes orientalis
Mecopisthes orientalis là một loài nhện trong họ Linyphiidae.
Loài này thuộc chi Mecopisthes. Mecopisthes orientalis được miêu tả năm 1986 bởi Andrei V. Tanasevitch & Fet.